# Liste der Naturdenkmale in Markgröningen
| Naturdenkmale | Anzahl |
| ------------- | ------ |
| FND           | 61     |
| END           | 11     |
| Gesamt        | 72     |

Die Liste der Naturdenkmale in Markgröningen nennt die verordneten Naturdenkmale (ND) der im baden-württembergischen Landkreis Ludwigsburg liegenden Stadt Markgröningen. In Markgröningen gibt es insgesamt 72 als Naturdenkmal geschützte Objekte, davon sind 61 flächenhafte Naturdenkmale (FND), und 11 Einzelgebilde-Naturdenkmale (END).
Stand: 3. Dezember 2024.

## Flächenhafte Naturdenkmale (FND)
| Name                                                | Bild | Kennung     | Einzelheiten                 | Position | Fläche Hektar | Datum        |
| --------------------------------------------------- | ---- | ----------- | ---------------------------- | -------- | ------------- | ------------ |
| Altholzbestand am Rand des Muckenschupf             | BW   | 81180500027 | Markgröningen                | ⊙        | 0,2           | 7. Juli 1989 |
| Auwald und Mäander der Glems                        | BW   | 81180500066 | Markgröningen                | ⊙        | 1,1           | 2. Apr. 1993 |
| Dolinenfeld Muckenschupf                            | BW   | 81180500046 | Markgröningen                | ⊙        | 0,7           | 7. Juli 1989 |
| Dolinenfeld                                         | BW   | 81180500045 | Markgröningen                | ⊙        | 0,9           | 7. Juli 1989 |
| Ehemaliger Steinbruch am Gansberg                   | BW   | 81180500013 | Markgröningen                | ⊙        | 2,8           | 7. Juli 1989 |
| Ehemaliger Steinbruch                               |      | 81180500006 | Markgröningen                | ⊙        | 0,4           | 7. Juli 1989 |
| Enzinsel „Furt“                                     | BW   | 81180500053 | Markgröningen                | ⊙        | 3,6           | 7. Juli 1989 |
| Feldgehölz, Hohlweg und Pflanzenstandort am Mühlweg | BW   | 81180500030 | Markgröningen                | ⊙        | 2,0           | 7. Juli 1989 |
| Feldgehölz mit Quellen im Gewann „Schafwiesen“      | BW   | 81180500073 | Markgröningen                | ⊙        | 0,3           | 2. Apr. 1993 |
| Feldgehölze im „Krähwinkel“                         | BW   | 81180500055 | Markgröningen                | ⊙        | 0,4           | 7. Juli 1989 |
| Feldgehölze „Oberriexinger Pfad“                    | BW   | 81180500032 | Markgröningen                | ⊙        | 1,0           | 7. Juli 1989 |
| Feuchtgebiet „Andelbach“                            | BW   | 81180500060 | Markgröningen                | ⊙        | 0,6           | 7. Juli 1989 |
| Feuchtgebiet „Heiligenwiesle“                       | BW   | 81180500003 | Markgröningen                | ⊙        | 0,7           | 7. Juli 1989 |
| Feuchtgebiet „Kohlplatte“                           | BW   | 81180500044 | Markgröningen                | ⊙        | 0,2           | 7. Juli 1989 |
| Feuchtgebiet und Auewald                            | BW   | 81180500065 | Markgröningen                | ⊙        | 2,4           | 2. Apr. 1993 |
| Feuchtgebiet und Feldgehölz „Heiligenwiesle“        | BW   | 81180500004 | Markgröningen, Möglingen     | ⊙        | 0,1           | 7. Juli 1989 |
| Feuchtwald im „Muckenschupf“                        | BW   | 81180500074 | Markgröningen                | ⊙        | 1,8           | 2. Apr. 1993 |
| Feuchtwiesen und Gehölz                             | BW   | 81180500069 | Markgröningen                | ⊙        | 0,2           | 2. Apr. 1993 |
| Gehölzgruppe „Über der Enz“                         | BW   | 81180500072 | Markgröningen                | ⊙        | 0,1           | 2. Apr. 1993 |
| Hecke im Gewann Fischlehen                          | BW   | 81180500061 | Markgröningen                | ⊙        | 0,7           | 7. Juli 1989 |
| Hecken im Gewann Maulbronn                          | BW   | 81180500070 | Markgröningen                | ⊙        | 0,7           | 2. Apr. 1993 |
| Heide am Knollenberg                                | BW   | 81180500016 | Markgröningen                | ⊙        | 1,1           | 7. Juli 1989 |
| Heide am Sonnenberg I                               | BW   | 81180500033 | Markgröningen                | ⊙        | 4,8           | 7. Juli 1989 |
| Heide am Sonnenberg II                              | BW   | 81180500034 | Markgröningen                | ⊙        | 3,4           | 7. Juli 1989 |
| Heide I im Siegental                                | BW   | 81180500023 | Markgröningen                | ⊙        | 2,1           | 7. Juli 1989 |
| Heide II im Siegental                               | BW   | 81180500024 | Markgröningen                | ⊙        | 0,4           | 7. Juli 1989 |
| Heide III im Siegental mit ehemaligem Steinbruch    | BW   | 81180500025 | Markgröningen                | ⊙        | 0,7           | 7. Juli 1989 |
| Heide IV im Siegental                               | BW   | 81180500026 | Markgröningen                | ⊙        | 1,0           | 7. Juli 1989 |
| Heide und Gehölz am Schlüsselberg I                 | BW   | 81180500035 | Markgröningen                | ⊙        | 3,5           | 7. Juli 1989 |
| Heide und Gehölz am Schlüsselberg II                | BW   | 81180500036 | Markgröningen                | ⊙        | 4,8           | 7. Juli 1989 |
| Hohle des Klingenbaches                             | BW   | 81180500067 | Markgröningen                | ⊙        | 0,7           | 2. Apr. 1993 |
| Hohle im Gewann „Eichholzen“                        | BW   | 81180500022 | Markgröningen                | ⊙        | 0,2           | 7. Juli 1989 |
| Hohle im Gewann „Gagerbach“                         | BW   | 81180500021 | Markgröningen                | ⊙        | 0,3           | 7. Juli 1989 |
| Hohle nördlich der Enzbrücke                        | BW   | 81180500057 | Markgröningen                | ⊙        | 0,3           | 7. Juli 1989 |
| Hohle „Unter dem Neunmorgenrain“                    | BW   | 81180500039 | Markgröningen                | ⊙        | 0,3           | 7. Juli 1989 |
| Hohlweg beim Schönbühlhof                           | BW   | 81180500019 | Markgröningen                | ⊙        | 0,5           | 7. Juli 1989 |
| Hohlweg „Frauenklinge“                              |      | 81180500042 | Markgröningen                | ⊙        | 0,5           | 7. Juli 1989 |
| Hohlweg „Fuchsklinge“ und Umgebung                  | BW   | 81180500018 | Markgröningen                | ⊙        | 2,2           | 7. Juli 1989 |
| Hohlweg und Pflanzenstandort „Spiegele/Brennerin“   | BW   | 81180500007 | Markgröningen                | ⊙        | 0,8           | 7. Juli 1989 |
| Hohlwege und Feldgehölze im „Mühlrain“              | BW   | 81180500054 | Markgröningen, Oberriexingen | ⊙        | 1,4           | 7. Juli 1989 |
| Kleine Hohle „Am Goldberg“                          | BW   | 81180500040 | Markgröningen                | ⊙        | 0,1           | 7. Juli 1989 |
| Kopfweidenbestände und 1 Eiche                      | BW   | 81180500068 | Markgröningen                | ⊙        | 0,5           | 2. Apr. 1993 |
| Kopfweidenreihen                                    | BW   | 81180500056 | Markgröningen                | ⊙        | 0,5           | 7. Juli 1989 |
| Laubwald am Riedbach                                | BW   | 81180500005 | Markgröningen                | ⊙        | 1,0           | 7. Juli 1989 |
| Lehmgrube am Stuttgarter Weg                        |      | 81180500002 | Markgröningen                | ⊙        | 3,3           | 7. Juli 1989 |
| Magerrasen beim Raisershaus                         | BW   | 81180500062 | Markgröningen                | ⊙        | 0,1           | 2. Apr. 1993 |
| Obstbaumreihe beim Frauenweg                        | BW   | 81180500064 | Markgröningen                | ⊙        | 0,3           | 2. Apr. 1993 |
| Pflanzenstandort bei der Frauenkirche               | BW   | 81180500051 | Markgröningen                | ⊙        | 0,1           | 7. Juli 1989 |
| Pflanzenstandort „Bühl“                             |      | 81180500048 | Markgröningen                | ⊙        | 0,3           | 7. Juli 1989 |
| Pflanzenstandort „Dauseck“                          | BW   | 81180500049 | Markgröningen                | ⊙        | 2,0           | 7. Juli 1989 |
| Pflanzenstandort „Geist“                            | BW   | 81180500037 | Markgröningen                | ⊙        | 1,5           | 7. Juli 1989 |
| Pflanzenstandort in „Eichholzer Klinge“             | BW   | 81180500020 | Markgröningen                | ⊙        | 1,3           | 7. Juli 1989 |
| Pflanzenstandort „Rainstraße“                       | BW   | 81180500014 | Markgröningen                | ⊙        | 1,3           | 7. Juli 1989 |
| Pflanzenstandort und Hohlweg „Roll“                 | BW   | 81180500031 | Markgröningen                | ⊙        | 1,0           | 7. Juli 1989 |
| Quelle mit Wasserstaffel im Gewann „Mühlberg“       | BW   | 81180500029 | Markgröningen                | ⊙        | 0,0           | 7. Juli 1989 |
| Schwengenkessel                                     | BW   | 81180500041 | Markgröningen                | ⊙        | 2,2           | 7. Juli 1989 |
| „Siegfriedsfelsen“                                  | BW   | 81180500015 | Markgröningen                | ⊙        | 0,6           | 7. Juli 1989 |
| Trockenbiotop Leichthalden                          | BW   | 81180500038 | Markgröningen                | ⊙        | 3,1           | 7. Juli 1989 |
| Trockenrasen und Feldhecken im Gewann „Unteres Tal“ | BW   | 81180500017 | Markgröningen                | ⊙        | 0,2           | 7. Juli 1989 |
| Waldrand und Feldgehölz „An der Rotenacker Spitze“  | BW   | 81180500008 | Markgröningen                | ⊙        | 0,2           | 7. Juli 1989 |
| 2 Dolinen im Rotenacker Wald                        | BW   | 81180500010 | Markgröningen                | ⊙        | 0,1           | 7. Juli 1989 |
| Legende für Naturdenkmal                            |      |             |                              |          |               |              |

## Einzelgebilde (END)
| Name                        | Bild | Kennung     | Einzelheiten  | Position | Fläche Hektar | Datum        |
| --------------------------- | ---- | ----------- | ------------- | -------- | ------------- | ------------ |
| Esche und Kastanien         | BW   | 81180500059 | Markgröningen | ⊙        | 0,0           | 7. Juli 1989 |
| Zwei Eichen                 | BW   | 81180500058 | Markgröningen | ⊙        | 0,0           | 7. Juli 1989 |
| 1 Kopfpappel                |      | 81180500079 | Markgröningen | ⊙        | 0,0           | 2. Apr. 1993 |
| 1 Kopfweide                 |      | 81180500078 | Markgröningen | ⊙        | 0,0           | 2. Apr. 1993 |
| 1 Lindenbusch (Winterlinde) | BW   | 81180500050 | Markgröningen | ⊙        | 0,0           | 7. Juli 1989 |
| 1 Mostbirnbaum              | BW   | 81180500077 | Markgröningen | ⊙        | 0,0           | 2. Apr. 1993 |
| 1 Roßkastanie               | BW   | 81180500028 | Markgröningen | ⊙        | 0,0           | 7. Juli 1989 |
| 1 Sommerlinde               | BW   | 81180500001 | Markgröningen | ⊙        | 0,0           | 7. Juli 1989 |
| 1 Sommerlinde               | BW   | 81180500052 | Markgröningen | ⊙        | 0,0           | 7. Juli 1989 |
| 1 Speierling                | BW   | 81180500047 | Markgröningen | ⊙        | 0,0           | 7. Juli 1989 |
| 2 Birnbäume                 | BW   | 81180500063 | Markgröningen | ⊙        | 0,0           | 2. Apr. 1993 |
| Legende für Naturdenkmal    |      |             |               |          |               |              |

## Ehemalige Naturdenkmale
| Name                     | Bild | Kennung     | Einzelheiten                                              | Position | Fläche Hektar | Datum        |
| ------------------------ | ---- | ----------- | --------------------------------------------------------- | -------- | ------------- | ------------ |
| 3 Maulbeerbäume          | BW   | 81180500076 | Markgröningen Nicht mehr in der LUBW-Datenbank vorhanden. | ⊙        | 0,0           | 2. Apr. 1993 |
| Legende für Naturdenkmal |      |             |                                                           |          |               |              |